# De Nieuwe Wind
De Nieuwe Wind (A Nyun Winta, DNW) is een Surinaamse politieke partij die geleid wordt door John Samuel, de oud-consul in Frans-Guyana.
DNW werd in augustus 2019 formeel opgericht; naar eigen opgaaf bestond de partij toen achter de schermen al een jaar. Op 1 februari 2020 huldigde de partij het partijcentrum in op de hoek van de Adrianusstraat en het Molenpad. De partij wil het voor andere districten mogelijk maken om een nieuwe stad te maken naast Paramaribo. Daarnaast gaat ze zich richten op de ontwikkeling van het binnenland, het rechttrekken van de rechtspositie van ambtenaren en het tegengaan van grensoverschrijdende criminaliteit.
De partij neemt deel aan de verkiezingen van 2020. Het Centraal Hoofdstembureau wees de kandidatuur van DNW aanvankelijk af omdat de aanvraag niet op orde was, maar de partij werd na een bezwaarprocedure alsnog toegelaten. Een uitzondering hierop vormt de lijst in Marowijne die uiteindelijk definitief werd afgekeurd. Hierdoor blijven tijdens de verkiezingen twee kandidaatlijsten van DNW over. Tijdens de verkiezingen wist de partij geen zetels te verwerven.